# Facies (medicina)
Con il termine facies si indica, in medicina, l'aspetto e l'espressione del viso caratteristici di certi stati patologici.
La parola deriva dal latino facies («faccia, aspetto»). La descrizione della facies fa parte del primo passo dell'esame obiettivo del paziente, detta ispezione, ed è studiata in semeiotica medica. 
La valutazione della facies ha origini molto antiche, in epoca prescientifica, e tuttora fornisce elementi a volte molto utili e immediatamente acquisibili ai fini della diagnosi.

## Tipi difacies
Molti sono i tipi di facies via via descritti in letteratura medica. 
In alcuni casi è rimasta la dizione latina o l'eponimo, in altri si utilizza un riferimento a immagini di fantasia.
- Facies composita: aspetto normale del volto.
- Facies febrilis (febbre): arrossamento e sudorazione delle guance, occhi lucidi.
- Facies mitralica (stenosi valvolare mitralica): turgore delle giugulari, magrezza e pallore del volto con pomelli arrossati e cianotici, a volte teleangectasici (comparsa di fine rete di vasi).
- Facies hectica (tubercolosi): pallore cutaneo, magrezza, zigomi arrossati.[4]
- Facies ippocratica o peritonitica (peritonite): occhi incavati, naso affilato, colorito grigio-bluastro, orecchie cianotiche, lingua secca. Fu descritta da Ippocrate[5].
- Facies tetanica o sardonica (tetano): riso sardonico per contrattura dei muscoli mimici; pinne nasali dilatate, la fronte presenta rughe orizzontali, la rima della bocca è stirata orizzontalmente, le commessure labiali sono rivolte verso il basso, i denti restano scoperti come nel riso; nell'insieme l'espressione è di terrore.
- Facies parkinsoniana o marmorea (malattia di Parkinson): impoverimento della mimica e scarsità dell'ammiccamento, volto inespressivo e fisso.
- Facies basedowiana (malattia di Basedow): esoftalmo (protrusione dei bulbi oculari) e atteggiamento ansioso o spaventato, cute sottile e sudata.
- Facies adenoidea (bambini con ipertrofia delle adenoidi): cute pallida bocca semiaperta con sollevamento del labbro superior, naso a lama di coltello[6].
- Facies scrofolosa (adenite tubercolare): cosiddetta perché ricorda il muso del maiale soprattutto nel bambino; volto rigonfio, labbra superiori tumide, eczemi o ragadi delle labbra, naso e cuoio capelluto, occhi arrossati e semichiusi per fotofobia, arrossamento delle congiuntive e delle palpebre, secrezione nasale.
- Facies linfatica: volto falsamente florido, rotondo, edematoso, roseo o pallido, mucose pallide, sopracciglia sottili.
- Facies mixedematosa (ipotiroidismo): faccia “a luna piena”, testa grande, labbra spesse, lingua protrusa, pomelli gonfi e pallidi, edema delle palpebre, capelli radi e secchi.
- Facies orientaloide  (malattia di Cooley o Talassemia maior): attacco basso della linea dei capelli, ipertelorismo, epicanto, ponte del naso piatto, naso piccolo e rivolto all'insù, labbro inferiore estroverso e ipotonia del viso.
- Facies mongoloide (sindrome di Down): occhi obliqui in basso e in dentro, naso largo e piatto, macroglossia.
- Facies di Hutchinson (oftalmoplegia nucleare): elevazione dei sopraccigli a causa della contrazione dei muscoli frontali per compensare la paralisi dei muscoli delle palpebre, palpebre semichiuse, immobilità degli occhi.
- Facies bovina (ipertelorismo): eccessiva distanza tra i due occhi.
- Facies da furetto (spondilite anchilosante): micrognazia da mancata crescita dei nuclei dei condili della mandibola (se la malattia esordisce nell'infanzia).
- Facies lunare (sindrome di Cushing): viso allargato con ipertrofia ed eritrosi degli zigomi, tipica della sindrome di Cushing.
- Facies leonina (lebbra):  tipica della lebbra lepromatosa con numerosi noduli intradermici che conferiscono al viso l'aspetto di quello di un leone.
- Facies leprosa (lebbra): tipica della lebbra, è dovuta ad atrofia della spina nasale anteriore, atrofia della regione alveolare del mascellare superiore e perdita degli incisivi superiori.
- Facies epatica (epatopatie croniche): occhi infossati, subittero cutaneo e congiuntivale, spider angiomatosi, capillari sottocutanei dilatati.
- Facies sclerodermica o di Mauskopf[7] (sclerosi sistemica): diminuzione della mimica, cute sottile e aderente ai piani sottostanti, naso a punta, labbra sottili e lisce, la cute attorno alla bocca è tesa con formazione di rughe periorali a raggiera, restringimento della rima orale con ridotta motilità[8].
- Facies virile (irsutismo nel sesso femminile): presenza di peli e barba.
- Facies poliglobulica (malattia di Vaquez o policitemia vera): colore rosso vinoso della cute, congiuntive congeste.
- Facies acromegalica (acromegalia): fronte bassa, arcate sopraccigliari e zigomi prominenti, narici grosse, labbra spesse, mento pronunciato (prognatismo), ipertrofia della lingua e delle orecchie.
- Facies miopatica (distrofia facio-scapolo-omerale): espressione immobile con cute liscia, occhi grandi aperti, bocca allargata.
- Facies miastenica (miastenia): ptosi palpebrale e paralisi dei muscoli mimici.
- Facies elfica (sindrome di Williams).

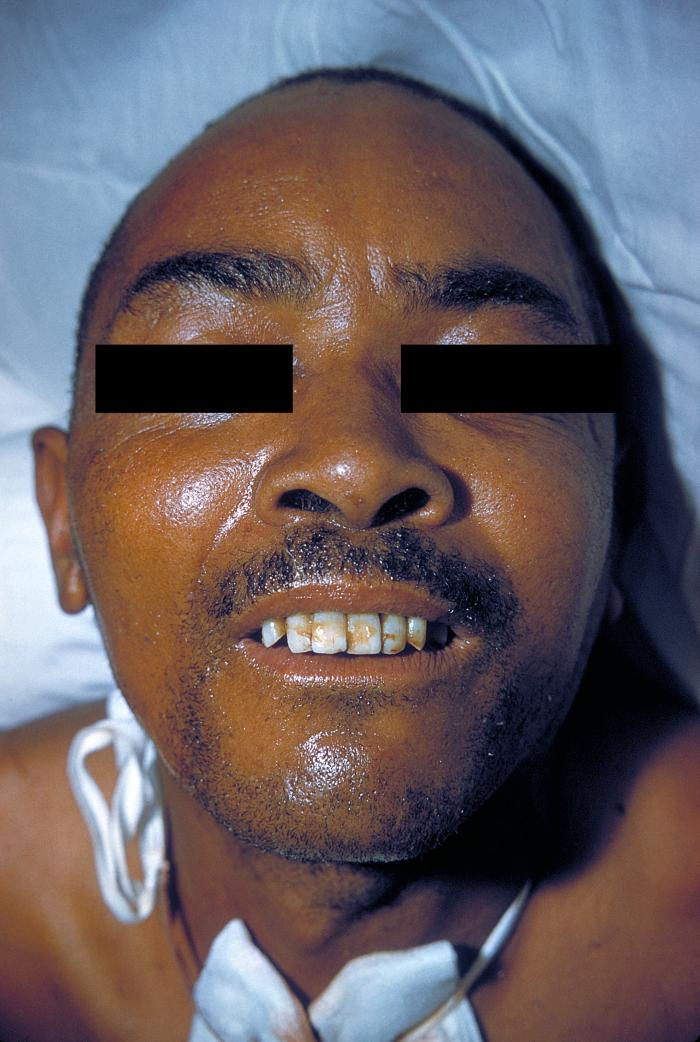
Facies sardonica (tetano)
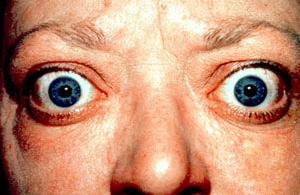
Facies basedowiana: l'esoftalmo (malattia di Basedow-Graves)
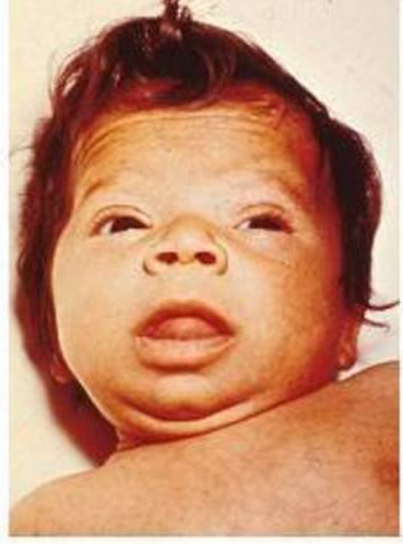
Facies mixedematosa (ipotiroidismo)
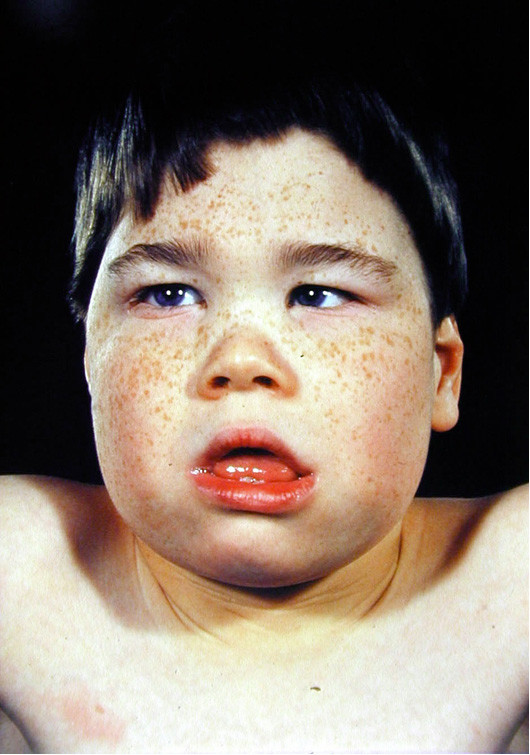
Facies orientaloide (talassemia con ritardo mentale)
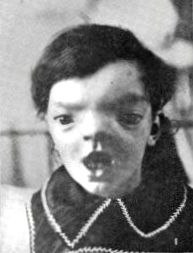
Facies bovina
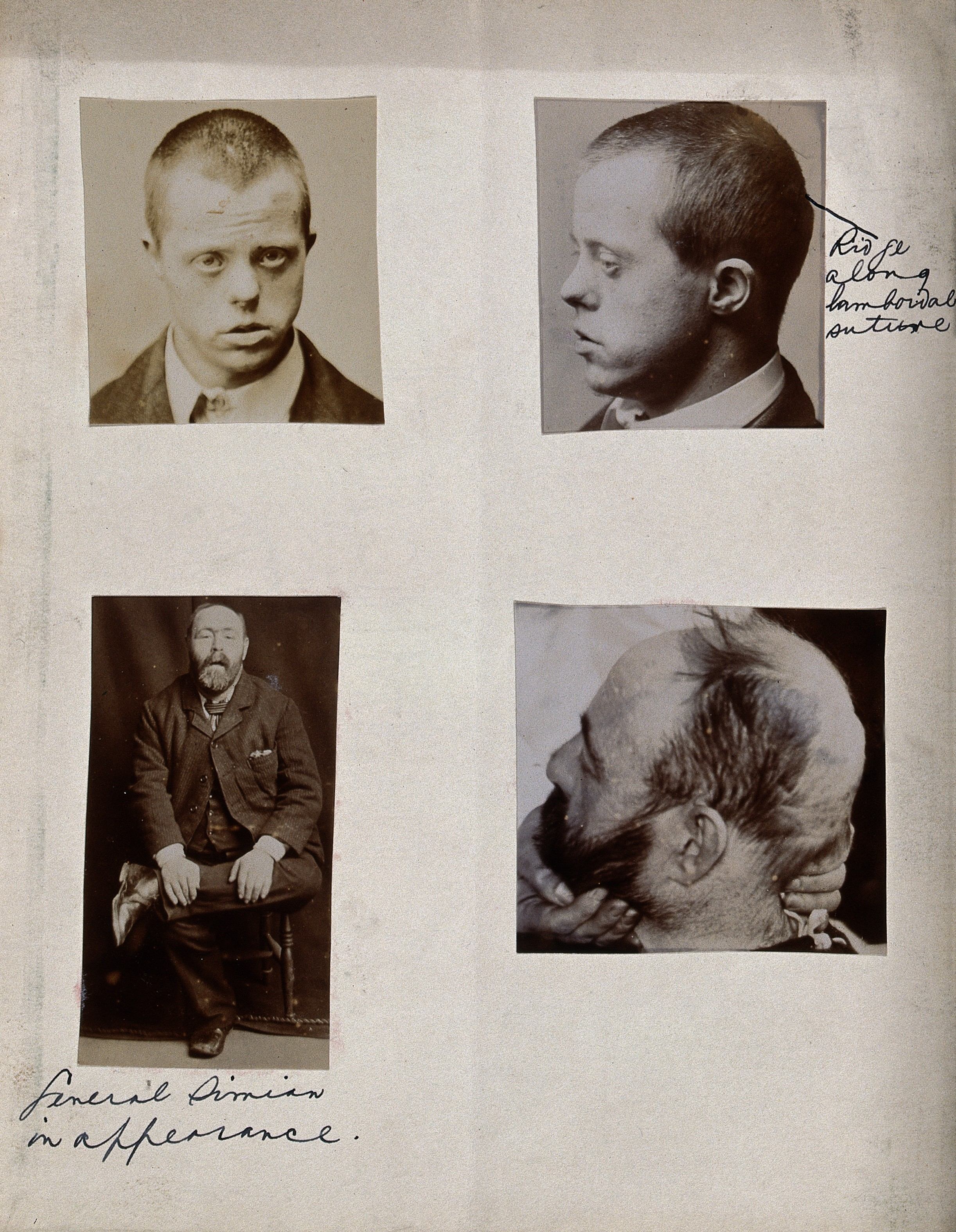
Facies mongoloide (Sindrome di Down)
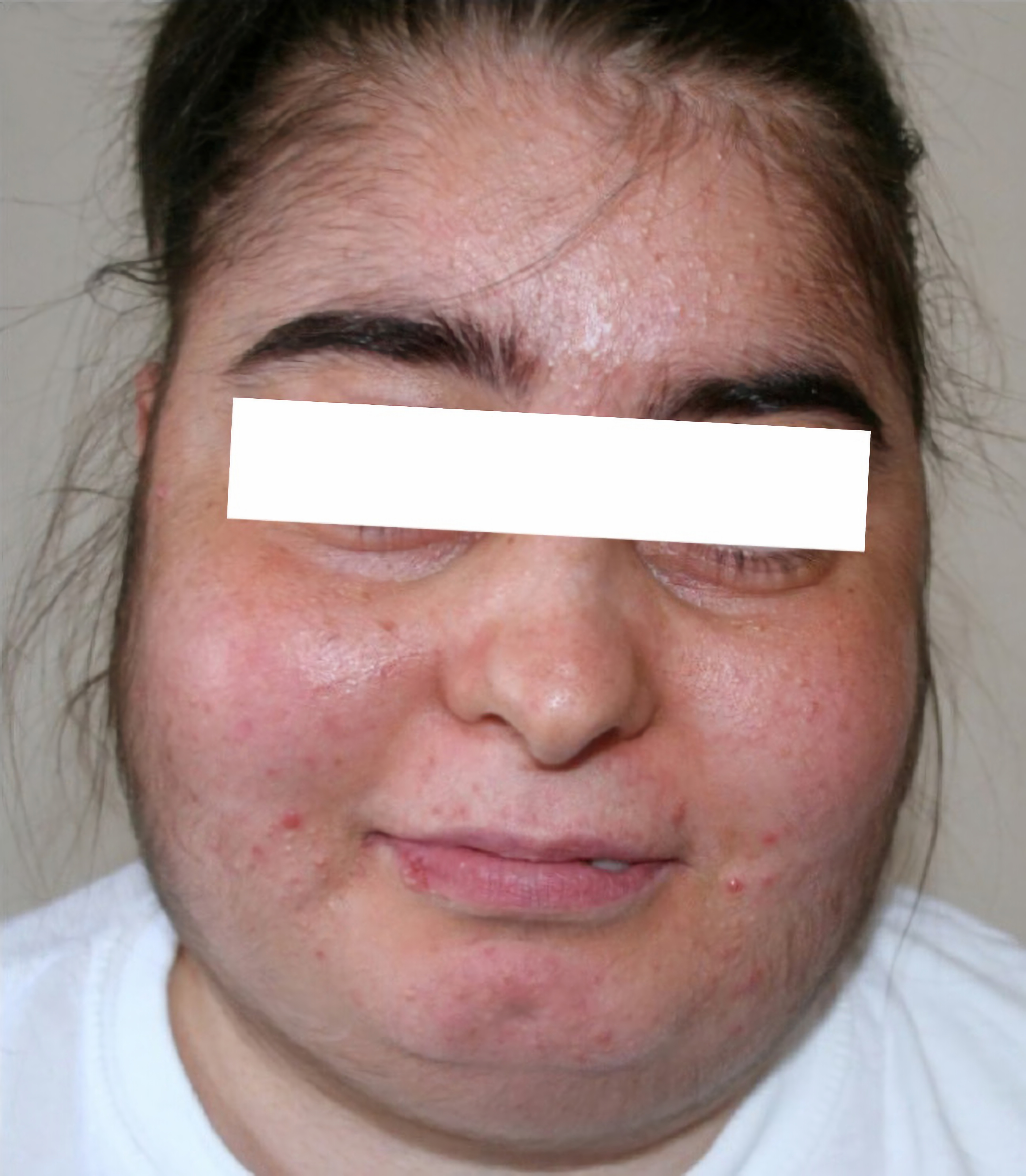
Facies lunare (sindrome di Cushing)
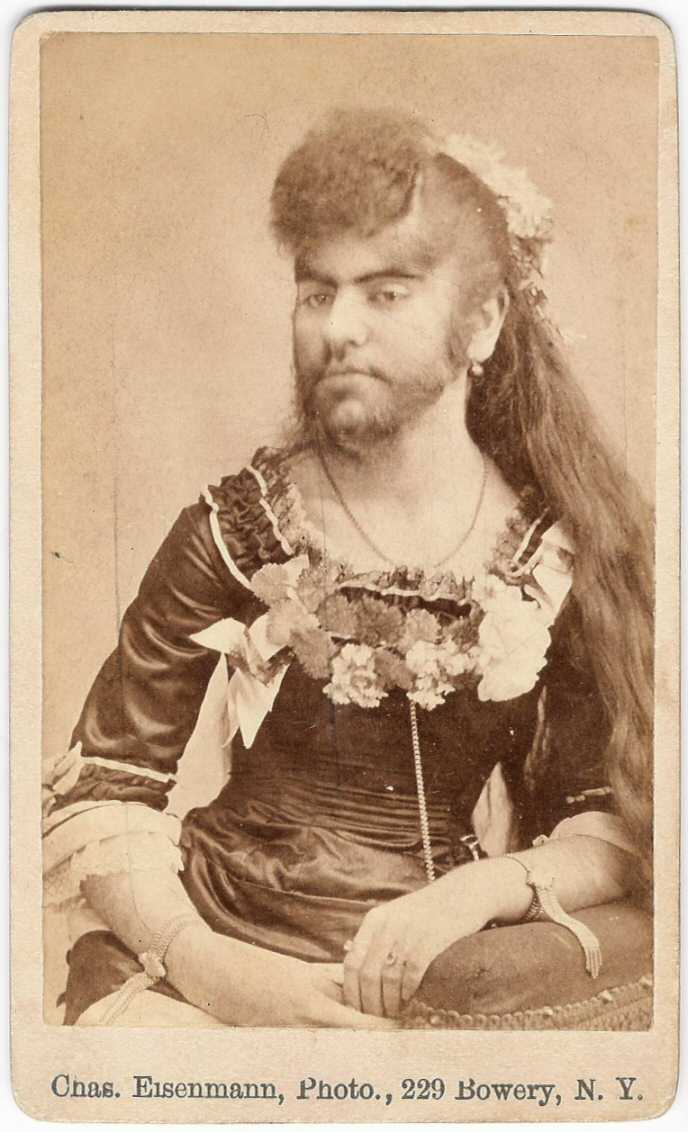
Facies virile (irsutismo)
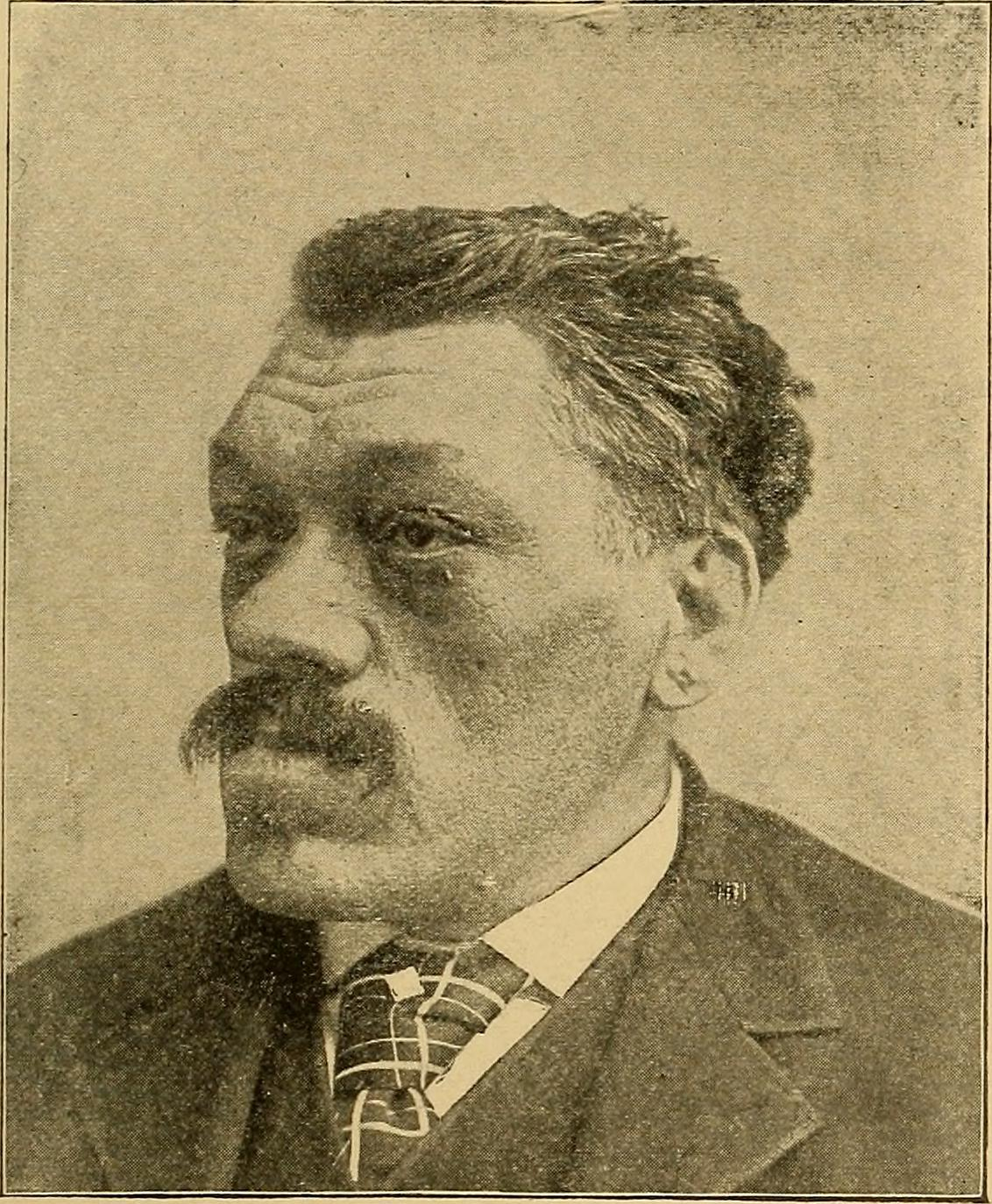
Facies acromegalica (acromegalia)
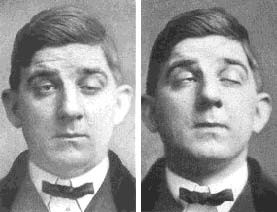
Facies miastenica (Miastenia)